# Lista de representantes permanentes da Jordânia nas Nações Unidas
Esta é uma lista de representantes permanentes da Jordânia, ou outros chefes de missão, junto da Organização das Nações Unidas em Nova Iorque.
A Jordânia foi admitida como membro das Nações Unidas a 14 de dezembro de 1955.
| Início | Término | Representante permanente (Chefe de missão) | Cargo                        | Credenciais |
| ------ | ------- | ------------------------------------------ | ---------------------------- | ----------- |
| 1956   |         | Abdelmunim al-Rifai                        | Representante permanente     |             |
| 1957   |         | Yusuf Haikal                               | Representante permanente     |             |
| 1958   |         | Baha Ud-Din Toukan                         | Representante permanente     |             |
| 1962   |         | Abdelmunim al-Rifai                        | Representante permanente     |             |
| 1965   |         | Muhammad El-Farra                          | Representante permanente     |             |
| 1971   |         | Baha Ud-Din Toukan                         | Representante permanente     |             |
| 1972   | 1976    | Abdelhamid Sharaf                          | Representante permanente     |             |
| 1976   |         | Hazem Nuseibeh                             | Representante permanente     |             |
| 1983   |         | Abdullah Amin Salah                        | Representante permanente     |             |
| 1992   |         | Adnan Abu Odeh                             | Representante permanente     |             |
| 1995   |         | Hassan Abu Nimeh                           | Representante permanente     |             |
| 2000   | 2007    | Zeid ibn Ra'ad                             | Representante permanente     | 2000-08-23  |
| 2007   |         | Mohammed Al-Allaf                          | Representante permanente     | 2007-07-25  |
| 2010   | 2014    | Zeid ibn Ra'ad                             | Representante permanente     | 2010-09-09  |
| 2014   |         | Dina Kawar                                 | Representante permanente     | 2014-08-19  |
|        |         | Amjad Al-Moumani                           | Encarregado de negócios a.i. | -           |
| 2016   | atual   | Sima Sami Bahous                           | Representante permanente     | 2016-08-22  |